# 모로즈카 카나미
모로즈카 카나미(일본어: 諸塚香奈実, 1989년 11월 1일 ~ )는 일본의 여성 아이돌 그룹 차오 벨라 칭케티(2015년 7월부터)의 최연장자이며, 그라비아 아이돌이다. 일본 사이타마현 출신이다.

## 인물
- 전갈좌, A형
- 신장 : 159 cm
- 취미 : 노는 것, 춤추는 것, 먹는 것, 자는 것, 꺽이는 일, 홀로 여행, 반신 욕, 인간관찰
- 특기 : 스트레치, 가사, 어디에서도 잘 수 있는, 정리 정돈, 변안, 줄넘기, 물고기의 먹는 방법, 개각
- 좋아하는 일 : 댄스
- 좋아하는 음식 : 망고, 낫토, 어패류, 하라미, 일본식 과자
- 싫어하는 음식 : 샐러리
- 자신을 동물에 비유하면 너구리
- 소속그룹 : 차오 벨라 칭케티, 팀 마켄키

## 작품

### DVD
- モロモロOK! (2010년 11월 1일, 라인 커뮤니케이션)
- THE ポッシボー 5周年記念DVD「五年熟成」もっとモロモロOK! (2011년 7월 6일, TNX)